# Pyrinia signifera
Pyrinia signifera är en fjärilsart som beskrevs av W. Warren 1894. Pyrinia signifera ingår i släktet Pyrinia och familjen mätare. Inga underarter finns listade.